# Budaörs
Budaörs (německy Wudersch) je město v Maďarsku v župě Pest v okrese Budakeszi. Jedná se de facto o předměstí na západním okraji Budapeští. V jeho blízkosti se vypíná kopec Törökugrató.
Má rozlohu 2 359 ha a žije zde 29 428 obyvatel (informace z 1. ledna 2011).

## Historie
Historicky je doložena vesnice Örs (původně také Ewrs), která se nacházela na silnici z Budína do Székesfehérváru. Do chorvatštiny byl název převzat historicky jako Jerša. Okolo ní se později rozvinulo sídlo. To však bylo těžce zasaženo tureckou okupací, která zde trvala přes sto let.
Po skončení turecké okupace se sem dosídlili německy mluvící kolonisté. Místní šlechtický rod Zichy je pozval v souvislosti s obnovou Uher po podepsání Karlovického míru. Po Ziších zde zůstal ještě také kaštel, který byl postaven okolo roku 1720 a nacházel se na dnešní Clementisově ulici (maďarsky Clementis utca). Později byla budova, která sloužila k správě celého panství, přebudována na byty.
Podle mapy z druhého vojenského mapování se tehdy malá vesnice rozkládala v prostoru dnešní Clementisovy ulice, dále na Chrámovém náměstí (maďarsky Templom tér) a jižně a západně od Kamenného vrchu. V německém přepisu byl uveden jako název města Buda-Eörs. Již existovala a byla patrná také Budaörská kalvárie.

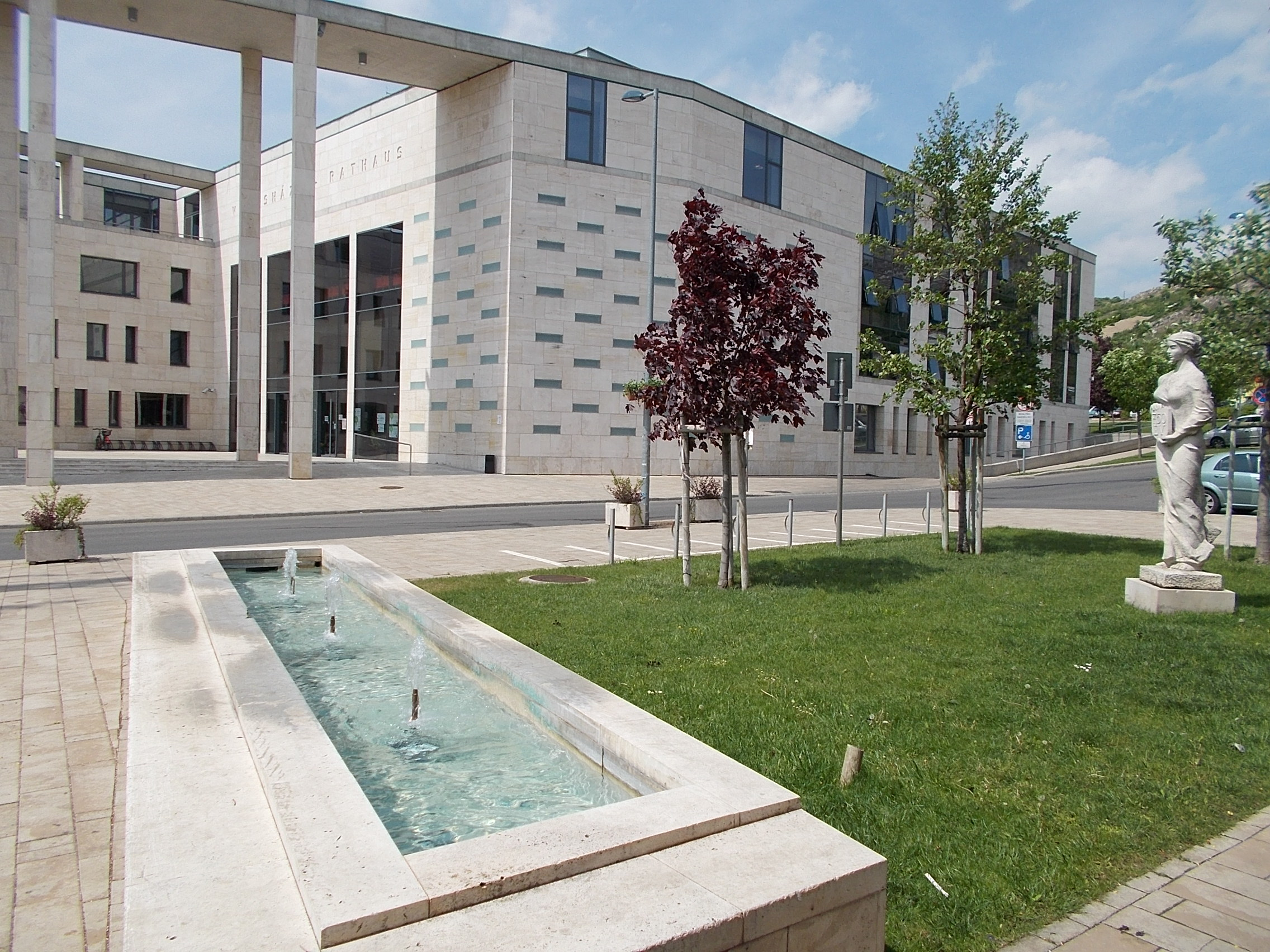
Radnice, dokončená v roce 2005.

Sídlo rostlo na významu v souvislosti s populačním růstem Budapešti v závěru 19. století a ve století dvacátém dosáhlo podoby menšího města. Propojeno bylo i s tramvajovou sítí maďarské metropole. Skutečnost, že daný růst byl dramatický, dokládá dnes i název nejstarší části Budaörsu, který zní (maďarsky Ófalu – Stará ves).
V roce 1921 zde došlo ke střetům mezi maďarskými bezpečnostními složkami a sympatizantem posledního z Habsburků, který se pokoušel uchvátit maďarský trůn. Střet dopadl porážkou Karla I., zemřelo při ní 19 lidí. Karel se rozhodl stáhnout, neboť se obával, že by další pokus o získání moci v novém Maďarsku mohl skončit občanskou válkou.
V meziválečném období se v okolní krajině pěstovaly ve velkém broskve, roku 1937 zde byla otevřena železniční stanice a těsně před druhou světovou válkou také letiště. 
V závěru války byli vyhnáni místní Němci, jejichž počet byl sice malý, nicméně jich zde žilo zhruba dvě stě.
Od 60. let byla v blízkosti Budaörsu postavena dálnice (dálnice M1 a dálnice M7). Kvůli výstavbě dálnice byla zkrácena tramvajová trať, která přes Budaörs vedla až do obce Törökbalint. V roce 1986 byla obec prohlášena za město.
V roce 2009 mělo město 26 400 obyvatel. Dnes plní roli předměstí Budapešti, které je dobře dostupné po dálnici. Nachází se zde proto různé rozsáhlé zóny s obchodními centry.

## Kultura a pamětihodnosti

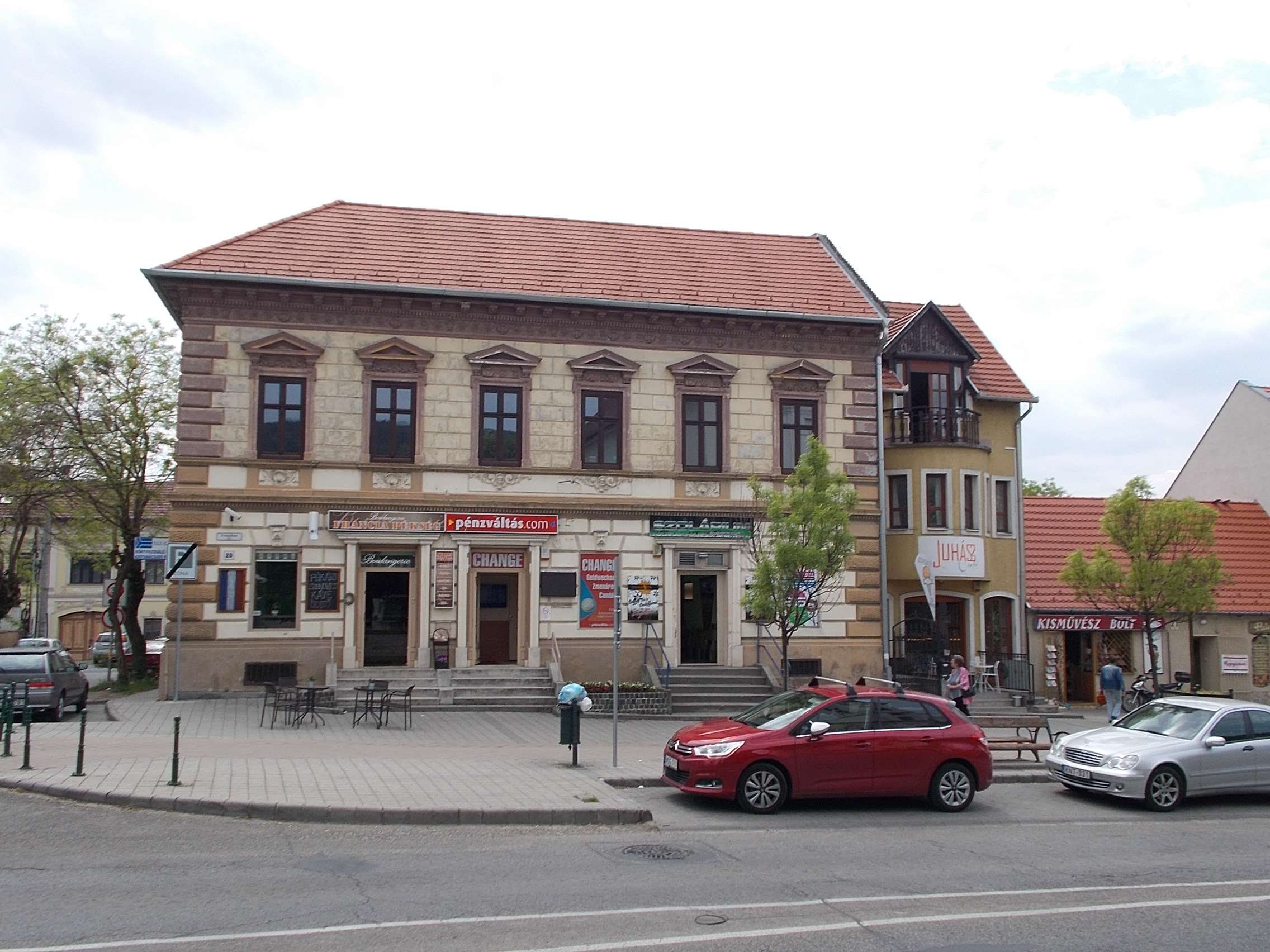
Dům ve středu Budaörsu.

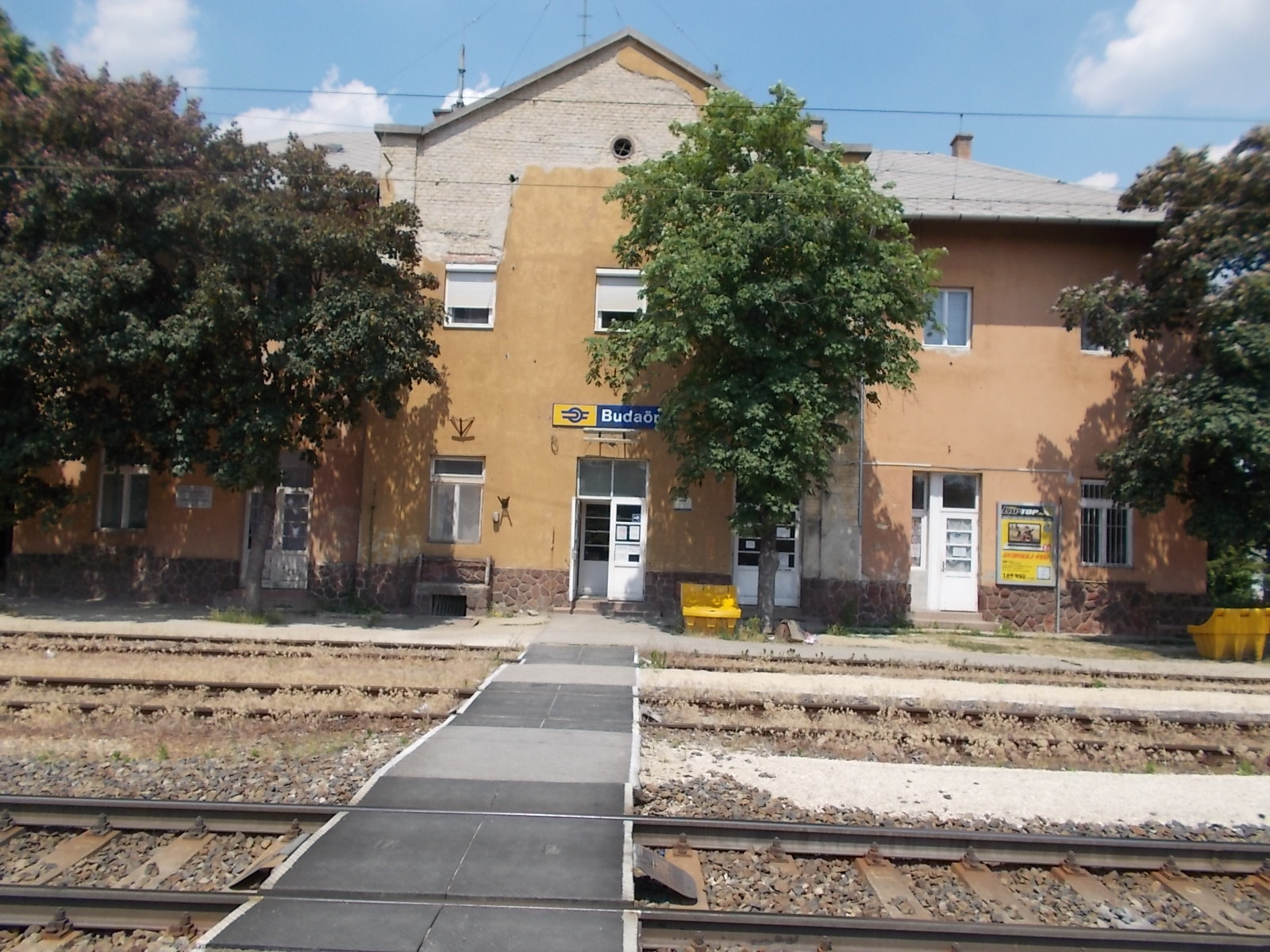
Budova nádraží.

V obci se nachází kostel sv. Jana Nepomuckého, dále potom kalvárie a kaple na Kamenném vrchu (maďarsky Kő-hegy). Ten je obklopen městem ze všech stran a svůj název má podle četných skal po svých stranách. Dále se nachází ještě vrcholy Odvas-hegy, Nap-hegy, západně od města potom Törökugrató, kde se dříve nacházel také povrchový lom.
V Budaörsu stojí také archeologické muzeum.

## Doprava
Kromě dvou již uvedených dálnic městem vede také železniční trať z Komáromu do Budapešti a stojí zde jedno nádraží. Zajíždějí sem vlaky příměstského systému HĚV.
Jižně od města prochází dálnice M1 a dálnice M7.

## Sport
Fotbal je sport s nejdelší historií ve městě, první tým v Budaörsu existuje od roku 1924. Hrál většinou okresní a župní turnaje a za více než 90 let své existence se účastnil řady šampionátů. Také zde působil ženský házenkářský tým. Na území města se nicméně nenacházejí větší sportoviště.

## Známé osobnosti
- Imre Ritter (nar. 1952), německo-maďarský matematik
- József Seregi (nar. 1939), sochař
- Margit Vanek (nar. 1984), sportovkyně

## Partnerská města
- Bretzfeld, Německo
- Dvory nad Žitavou, Slovensko
- Kanjiža, Srbsko
- Pyrgos, Řecko
- Roudnice nad Labem, Česko